# Tratado entre Tailândia e Japão de 1940
O Tratado entre Tailândia e Japão de 1940 (nome oficial: Tratado entre a Tailândia e o Japão referente à Continuidade das Relações Amistosas e ao Respeito Mútuo pela Integridade Territorial entre si) foi concluído em Tóquio em 12 de junho de 1940 entre os governos tailandês e japonês. O tratado representou um passo na cooperação entre tailandeses e japoneses, que posteriormente se tornaram aliados na Segunda Guerra Mundial.
As ratificações foram trocadas em Bangkok em 23 de dezembro de 1940. O tratado entrou em vigor no mesmo dia e foi registrado na League of Nations Treaty Series  em 26 de julho de 1941.

## Contexto
Após a invasão japonesa da China em 1937, o governo japonês começou a cultivar relações com o governo tailandês. Essas relações se intensificaram durante a Batalha da França (maio-junho de 1940), com o avanço das forças alemãs sobre a França. O governo japonês estava ansioso para explorar a situação para obter o controle da Indochina Francesa.
O Reino da Tailândia tinha uma fronteira comum com a Indochina e, portanto, era visto por Tóquio como um possível aliado contra o controle francês daquela área.

## Termos
O tratado continha cinco artigos, são eles:
- Artigo 1: previa o respeito mútuo da soberania de cada um pelos dois governos.
- Artigo 2: previa a consulta conjunta entre os dois governos sobre questões de interesse comum.
- Artigo 3: estipulava que, caso uma parte estivesse sob ataque de uma terceira parte, a outra parte não prestaria qualquer assistência à terceira parte atacante.
- Artigo 4: previa a ratificação do tratado.
- Artigo 5: estipulava que o tratado permaneceria em vigor por cinco anos, com a possibilidade de prorrogação.

## Consequências
A crescente cooperação entre os governos tailandês e japonês após o tratado levou os tailandeses a travar uma breve e bem-sucedida guerra contra a Indochina Francesa em 1940-1941, que resultou em algumas conquistas territoriais para a Tailândia com a assistência japonesa. De modo geral, essa tendência facilitou o processo gradual de tomada japonesa da Indochina ao longo de 1941, o que foi uma das principais causas da entrada japonesa na Segunda Guerra Mundial. O governo tailandês, em troca, foi obrigado a se juntar ao japoneses em um tratado de aliança em dezembro de 1941.